# Districte de Belize
El districte de Belize és un dels sis districtes en què es divideix el territori de Belize. La capital és la ciutat de Belize, que a més és la major de les poblacions del país.
El territori del districte de Belize inclou els santuaris naturals de Crooked Tree i Monkey Bay, el Zoològic Nacional de Belize i el jaciment arqueològic d'Altún Ha, corresponent a la cultura maia.
La major part del territori d'aquest districte es troba en el centre del territori continental de Belize, encara que inclou nombroses illes en el mar Carib, com Cayo Ambergris, Cayo Caulker, Cayo San Jorge, i Cayo Goff. Ambergris i Caulker són considerats entre les principals destinacions turístiques de la nació.

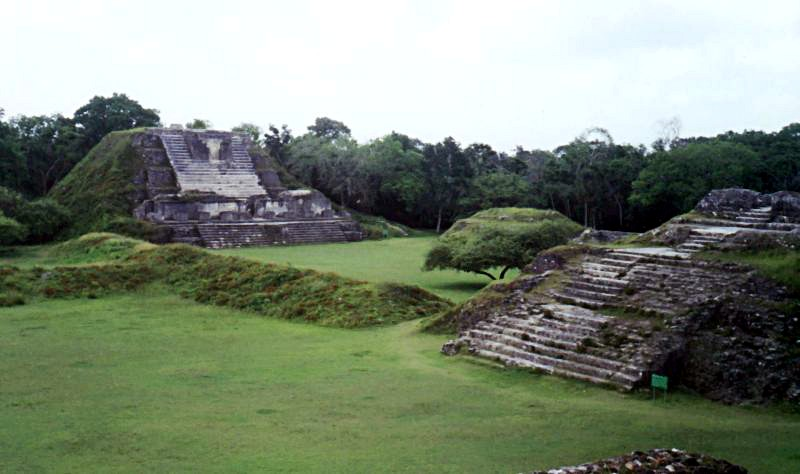
Altun Ha, jaciment arqueològic

Entre els principals atractius, es troba el port de San Pedro Town.

## Demografia
D'acord amb les dades del cens de l'any 2010, vivien en el districte 87.523 habitants, dels quals 26.974 eren d'origen hispanoamericà (30% de la població).

## Principals viles
Maskall, Bomba, Corozalito, Santana, Lucky Strike, Rockstone Pond, Boston, Crooked Tree, Biscayne, May Pen, Gardenia, Grace Bank, Sand Hill, Lord's Bank, Ladyville, Burrel Boom, Buttercup, Scotland Halfmoon, Flowers Bank, Bermudian Landing, Isabella Bank, Double Head Cabbage, Willows Bank, Saint Paul's Bank, Big Falls, Rancho Dolores, Hattieville, Freetown Sibun, Gracie Rock, La Democracia, i Gales Point.